# Aloys Dreyer
Aloys Dreyer (* 3. September 1861 in Landshut; † 17. September 1938 in München; auch Alois Dreyer) war ein bayerischer Lehrer, Schriftsteller und Bibliothekar.

## Leben
Aloys Dreyer besuchte das Lehrerseminar in Straubing und übte fast 20 Jahre den Beruf des Volksschullehrers aus, zunächst ab 1880 in Vilsheim, ab 1884 in Passau. Bereits während seiner Passauer Zeit war er Theaterreferent für die „Passauer Zeitung“ und schrieb zahlreiche Volksstücke, die zum Teil von bekannten Komponisten vertont wurden, unter anderem von Josef Bill und Simon Breu.
1898 begann der 37-jährige Dreyer ein Studium der Germanistik, Philosophie, Geschichte, Kunstgeschichte und Geographie in München, das er 1903 mit einer Arbeit über Franz von Kobell mit der Promotion abschloss. In den Lehrerberuf kehrte er nicht mehr zurück. Ab 1904 bis zu seiner Pensionierung 1930 leitete Dreyer die Zentralbibliothek des Deutschen und Österreichischen Alpenvereins. In dieser Zeit baute er sie zu einer der größten alpinen Fachbibliotheken aus. Wie viele Alpinisten der Zwischenkriegszeit stand auch Dreyer nationalistischem und antisemitischem Gedankengut nahe.
Neben seiner Tätigkeit als Bibliothekar war Dreyer zeit seines Lebens produktiver Schriftsteller. So schrieb und veröffentlichte er über dreißig Theaterstücke, daneben Mundartlyrik und Bücher zu lokal-, kunst- und literaturhistorischen Themen sowie zum Alpinismus: so unter anderem Karl Stieler, der bayerische Hochlandsdichter (1905), Zur Geschichte des Münchner Dichterbundes „Die Krokodile“ (1912), Die Sendlinger Mordweihnacht in Geschichte, Sage und Dichtung (1906) und Franz Pocci, der Dichter, Künstler und Kinderfreund (1907). Er war auch Vorstand des Münchner Mundart-Dichterbunds, zu dem Wilhelm Dusch, Fritz Druckseis, Max Hofmann, Sepp Mitterer, Elise Beck und Anni Schäfer zählten.

## Schriften (Auswahl)
- Im Banne der Stenographie: Stenographisches Lustspiel in drei Acten. Dietze, Dresden 1889.
- Aus mein ̕Hoamatland: Gedichte in altbayerischer Mundart. M. Waldbauer, Passau 1891.
- Der Bergfex: Auf der Hohlnsteiner Alm. Gebirgsposse in einem Aufzug. Reclam, Leipzig 1892.
- Fürs G'müat. Gedichte in altbayerischer Mundart. Buchner, Bamberg 1895.
- ‘s Lenei. Gebirgsstück mit Gesang in 1 Aufzug. Reclam, Leipzig [1895].
- Auf lichten Höhen. Stimmungsbilder, Vaterlandslieder und erzählende Gedichte. Pierson, Dresden 1897.
- Bergmoas'n und Spötterln. Gedichte in oberbayerischer Mundart. J. Lindauer, München 1902.
- Franz von Kobell: sein Leben u. seine Dichtungen. Franz, München 1904 (Oberbayerisches Archiv für vaterländische Geschichte; 52,1).
- Karl Stieler der bayerische Hochlandsdichter: mit einem Bildnis des Dichters, einer Bibliographie seiner Schriften sowie einigen bisher ungedruckten Gedichten und Briefen Karl Stielers. Bonz, Stuttgart 1905.
- Die Sendlinger Mordweihnacht in Geschichte, Sage und Dichtung. Th. Ackermann, München 1906.
- Bücherverzeichnis der Zentralbibliothek des Deutschen und Österreichischen Alpenvereins. J. Lindauer, München 1906.
- Franz Pocci, der Dichter, Künstler und Kinderfreund. Müller, München & Leipzig 1907.
- Herzog Maximilian in Bayern, der erlauchte Freund und Förderer des Zitherspiels und der Gebirgspoesie. J. Lindauer, München 1909.
- Der Alpinismus und der Deutsch-Österreichische Alpenverein: seine Entwicklung, seine Bedeutung, seine Zukunft. Marquardt, Berlin 1909.
- Ein deutscher Volksdichter. Zum achtzigsten Geburtstage Maximilian Schmidt's genannt Waldschmidt. Haessel, Leipzig 1912.
- Nürnberg und die Nürnberger in der Karikatur und Satire ihrer Zeit. Georg Müller, München 1920.
- Altmünchen im Spiegel des Humors. Parcus, München 1922.
- Kleiner Ratgeber für die neuere alpine Literatur. Parcus, München 1923.
- Mein liebes München: lachende Bilder aus der Vergangenheit und Gegenwart der bayerischen Hauptstadt. Knorr & Hirth, München [1923].
- Unsere Bayern: Volkshumor in Vers u. Prosa (Schnaderhüpfeln, Hausinschriften, Marterln, launige Lieder, Ortsneckereien, Scherze, Teufelssagen, Possen, Kasperlspiele u.a.). Parcus, München 1925.
- Das Fensterln und andere Geschichten aus dem bayerischen Hochland. Pössenbacher Buchdruckerei u. Verlagsanstalt Gebr. Giehrl, München 1928.
- Karten- und Rundsichten-Verzeichnis der Alpenvereinsbücherei. Giehrl, München 1930 (Veröffentlichung / Verein der Freunde der Alpenvereinsbücherei; 2).
- Der Schuhknecht: ein Hans Sachs-Roman. Die Buchgemeinde, Berlin 1930 (Jahresreihe / Buchgemeinde, Berlin; 1930/31,2).
- 70 Jahre im Rucksack. Knorr & Hirth, München 1934.
- Geschichte der alpinen Literatur: ein Abriss. Gesellschaft Alpiner Bücherfreunde, München 1938 (Jahresgabe der Gesellschaft Alpiner Bücherfreunde, e.V., in München; 25).